# SPB TV
SPB TV — разработчик технологических решений для OTT, IP и мобильного телевидения. Среди разработок SPB TV ОТТ ТВ платформа для трансляции теле- и видео контента, запатентованные технологии для замены рекламы внутри потока, ТВ-приставка для персонализированного просмотра на домашнем экране. Компания основана в 2007 году, центр исследований и разработок расположен в Санкт-Петербурге и является резидентом Сколково. Решения SPB TV интегрированы крупнейшими мобильными операторами и медиа компаниями.

## История и структура компании
В 2006 году группа российских IT-специалистов инициировала разработку медиаплатформы для мобильного телевидения. Результаты их деятельности позволили в 2007 году запустить сервис мобильного телевидения SPB TV. С этого времени SPB TV существует как самостоятельная компания, которая занимается созданием и развитием собственных технологий в области онлайн-вещания. Генеральным директором компании является Кирилл Борисович Филиппов.
С момента своего появления сервис SPB TV стал доступен по всему миру. В 2016 году был выделен сервис «SPB TV Россия» доступный только на территории Российской Федерации. С его появлением международная версия SPB TV стала называться SPB TV World.
Головной офис находится в Цуге (Швейцария), а центр исследований и разработок базируется в Санкт-Петербурге (Россия). В группу компаний SPB TV входит резидент Сколково Pitersoftwarehaus.
С 2013 года компания является членом Ассоциации коммуникационных агентств России (АКАР) и IAB Россия. В 2014 году компания присоединилась к НП РУССОФТ и РАЭК.

## Продукция
- SPB TV Rosing — комплекс программных решений для ОТТ и IPTV, который включает все для запуска и работы ТВ сервиса: получение, кодирование и доставка видео в различных форматах, включая 4K и 360 видео, брендированные клиентские приложения, СMS, CRM, рекомендательную и рейтинговую системы, рекламную платформу.
- SPB TV Astra — программный продукт для преобразования входящих эфирных, видео и аудио потоков для трансляции на различные типы экранов (мобильные устройства, Smart TV, веб).
- SPB TV Home — домашний медиацентр с функцией персонального просмотра и ХАБом для «умного дома». Управление SPB TV Home может осуществляться по сетям Wi-Fi и Bluetooth
- SPB TV Ad Expert — универсальный продукт для рекламодателей и ТВ-сервисов в ОТТ среде. Технология позволяет заменять рекламные ролики внутри потока, размещать видео и баннерную рекламу, уточнять параметры для таргетинга, собирать рекламную статистку. Удостоена награды TV Technology Europe STAR Award[8] в 2012 году.

## Проекты
- 2007 — появление сервиса SPB TV, решения для доставки видео- и аудиоконтента на мобильные устройства. Запуск мультимедиа сервиса[9] оператора Skylink.
- 2009 — выпущены версии SPB TV для платформ Windows Mobile, Symbian, Android и Blackberry.[10]
- 2010 — запуск ТВ сервиса для сингапурского оператора StarHub[11] и мобильного видео-портала[12] для Мегафон
- 2011 — запуск первого операторского мобильного сервиса МТС ТВ[13] и запуск трансляции чемпионата по футбол[14] у Copa America для компании mTraffic.
- 2012 — в партнёрстве с компанией DigiVive был выпущен сервис мобильного телевидения NexgTV[15]. Решение также адаптировали под своим брендом операторы BSNL, MTNL Mumbai и MTNL Delhi.
- 2012 — запуск мобильного видео-портала[16] для Билайн в России и ретрансляции радиостанций для сервиса Билайн. Радиопортал[17].
- 2013 — запуск онлайн-кинотеатра Amediateka[18]. Кинотеатр принадлежит компании «Амедиа». Контент составляют сериалы HBO, Starz, ABC, BBC и других всемирно известных производителей. Премьеры, как правило, проходят в сервисе одновременно со всем миром.
- 2014 — запуск ОТТ-сервиса для оператора А1 в Белоруссии[19]
- 2015 — запуск международного сервиса для виртуального мобильного оператора Lebara.[20]
- 2015 — запуск мобильного ТВ-сервиса для оператора Mobilink[21].
- 2016 — новая версия платформы SPB TV Rosing[22], названная в честь ученого Бориса Розинга.
- 2017 — выпуск первой российской ТВ приставки на базе Android TV[23], сертифицированной Google в России.
- 2017 — технология замены рекламы в онлайн-эфире Первого канала[24]
- 2017 — запуск сервиса Bee TV для бренда Билайн в Казахстане.[25]
- 2018 — запуск сервиса интерактивного телевидения «Данцер ТВ[26]»
- 2019 — запуск первого мультиэкранного ОТТ ТВ в Узбекистане для бренда Билайн[27].
- 2020 — запуск E Terra Journal, сервиса для поклонников киберспорта и игровой индустрии.[28]
- 2020 — запуск виртуального контент маркета российского контента[29] для компании Роскино.
- 2021 — запуск видео-сервиса А1 для пассажиров транспортных сетей.[30]
- 2021 — компания SPB TV Media подписала соглашение с НТРК о вещании 12 узбекских каналов на территории РФ и СНГ[31]

## Сотрудничество с Китаем
С 2013 года компания SPB TV транслирует контент из Китая. Первыми были запущены ТВ-каналы CNC World Chinese и CNC English информационного агентства Xinhua. В 2015 г. в приложение был добавлен канал Dragon TV International. Тогда же был подписан контракт между SPB TV и интернет-телевидением CNTV (дочерней компанией телехолдинга CCTV) о трансляции каналов CCTV-4 (Chinese International), CCTV-9 Documentary, CCTV News, CCTV Français, CCTV Español, CCTV Русский и CCTV Arabian.
В 2016-м году компания SPB TV вошла в ассоциацию «Belt and Road Media Community» как разработчик технологических решений для мобильного телевидения, IPTV и OTT TV сервисов, а также как провайдер собственного ОТТ ТВ сервиса под брендом SPB TV China (Belt and Road TV).
При участии SPB TV лицензирован показ на территории Китая локализованных версий детских мультсериалов «Лунтик», «Ник-изобретатель» и «Волшебная кухня».
5 июня 2019 в рамках официального визита руководителя КНР Си Цзиньпина в Россию между компанией SPB TV и China Media Group (CCTV) было подписано соглашение о начале работ по трансляции на телевизионных платформах в различных средах трех телеканалов китайского медиахолдинга.
16 декабря 2020 г. в Пекине в рамках международного Форума Belt and Road Media Community компания SPB TV была удостоена премии Golden Ribbon Special Contribution Award. Этой наградой организация Belt and Road Media Community отметила наиболее активные организации, оказавшие помощь и поддержку партнерам в ходе борьбы с эпидемией COVID-19.

## Награды
- 2011 — Russian Mobile VAS Awards
- 2011 — Mobile Entertainment Awards
- 2012 — CSI Awards
- 2012 — ConnectedWorld.TV Awards
- 2012 — Russian Mobile VAS Awards
- 2012 — TV Technology Europe STAR Awards
- 2013 — ConnectedWorld.TV Awards
- 2013 — СSI Awards[36]
- 2014 — Большая Цифра[37]
- 2015 — CSI Awards в номинации Best TV everywhere/multi-screen video[38]
- 2015 — Большая Цифра[39]
- 2018 — Большая Цифра[40]
- 2020 — Большая цифра за платформу SPB TV Rosing[41]
- 2020 — ComNews Awards за проект Key Buyers Event[42]
- 2020 — Golden Ribbon Special Contribution Award[35]